# 宝拉格庙
宝拉格庙，位于内蒙古自治区锡林郭勒盟东乌珠穆沁旗道特淖尔镇白音乌拉嘎查，是一座藏传佛教格鲁派寺院。

## 简介
宝拉格庙始建于1791年。
2010年左右，东乌珠穆沁旗现存召庙4处，分别为喇嘛库伦、宝拉格庙、新庙、嘎黑勒庙。这四座召庙在文化大革命中均遭严重的破坏，有的原有建筑全部被毁。除宝拉格庙外，其他三座庙均在1980年代初恢复佛事活动，并在原址上新建了经堂与佛殿，有的采用现代技术与原有架构相结合，有的直接采用现代建筑手法，利用框架架构使经堂与佛殿显得高大。如今的宝拉格庙是2009年新建的仿古建筑，建筑材料使用现代的红砖，在外墙抹面上划出青砖的规格，以达到仿古建筑的效果。宝拉格庙新建的大殿平面呈长方形，有都纲法式，无耳房，经堂与佛殿共设。
2011年，宝拉格庙所在的白音乌拉嘎查建设了蒙医卫生室，形成了传统康疗度假村。

## 延伸阅读
- 2011 内蒙东部08——东乌旗宝力格庙，子兔趾痕的博客，2011-08-16